# Stained Class
„Stained Class“ е четвърти студиен албум на британската хевиметъл група Judas Priest, издаден 1978 г.
Считан от много фенове за най-добрата работа на групата, Stained Class предлага по-опростен звук от обичайните за групата китарни рифове. Освен това албумът представя новия начин на изписване на името на групата. Това е последния от тъй наречените, „класически“ албуми на Judas Priest.
Stained Class донася на групата гневът на гражданските движения, след като през 1985 г., двама тийнейджъри правят опит за самоубийство, слушайки „Better By You, Better Than Me“ (единия, от които успява да отнеме живота си). В обвинението се твърди, че групата записва послания в песента, които могат да бъдат чути, ако плочата се пусне наобратно (посланието гласяло do it, do it – „направи го, направи го“). Делото от 1990 г. бива прекратено. Въпросната песен е кавър на Spooky Tooth (написана е през 1969 г., от кийбордиста на групата Гари Райт).
Това е единствения албум, в чието написване участват и всички членове на групата (един от малкото приноси на Йън Хил при написването на песен и единствен принос на Лес Бинкс – китарния риф на Beyond the Realms of Death).
През 2001 г., албумът е ремастериран и са добавени две бонус парчета. През 2004 г., британското списание Metal Hammer обявява Stained Class  за най-тежкия албум на всички времена.

## Състав
- Роб Халфорд – вокали
- Кенет Даунинг – китара
- Глен Типтън – китара, испанска китара в „Fire Burns Below“, беквокали
- Йън Хил – бас
- Лес Бинкс – барабани

## Песни
| Stained Class | Stained Class                                         | Stained Class | Stained Class | Stained Class | Stained Class | Stained Class | Stained Class | Stained Class | Stained Class |
| №             | Име                                                   | Време         |               |               |               |               |               |               |               |
| ------------- | ----------------------------------------------------- | ------------- | ------------- | ------------- | ------------- | ------------- | ------------- | ------------- | ------------- |
| 1.            | Exciter                                               | 5:34          |               |               |               |               |               |               |               |
| 2.            | White Heat, Red Hot                                   | 4:20          |               |               |               |               |               |               |               |
| 3.            | Better by You, Better Than Me (кавър на Spooky Tooth) | 3:24          |               |               |               |               |               |               |               |
| 4.            | Stained Class                                         | 5:29          |               |               |               |               |               |               |               |
| 5.            | Invader                                               | 4:12          |               |               |               |               |               |               |               |
| 6.            | Saints in Hell                                        | 5:30          |               |               |               |               |               |               |               |
| 7.            | Savage                                                | 3:27          |               |               |               |               |               |               |               |
| 8.            | Beyond the Realms of Death                            | 6:53          |               |               |               |               |               |               |               |
| 9.            | Heroes End                                            | 5:01          |               |               |               |               |               |               |               |
| 43:40         |                                                       |               |               |               |               |               |               |               |               |

### 2001 Bonus Tracks
1. „Fire Burns Below“ – 6:58 (Халфорд, Типтън)
2. „Better By You, Better Than Me (лайф)“ (Райт) – 3:24